# Villa Sordi
Villa Sordi é uma villa localizada na Via Druso, no rione Celio de Roma, ao lado das Termas de Caracala. A propriedade é famosa por ter sido a última residência do grande ator, diretor e roteirista italiano Alberto Sordi.

## História
Entre os ambientes da famosa villa de Alberto Sordi na Via Druso, os mais famosos entre romanos e turistas são a barbearia, onde ele certamente passava mais tempo, o estúdio, com seus prêmios e fotos de recordação, o salão de festas com as porcelanas e as pratarias e o cinema onde costumava ver filmes sozinho ou em companhia de alguns poucos amigos. Ao redor da residência, um amplo parque e uma piscina. 
Esta villa foi construída em 1933 por Clemente Busiri Vici para Alessandro Chiavolini e Sordi adquiriu-a de seu proprietário na época, o ministro do antigo regime fascista Dino Grandi, em 1958. Conta a história que tanto ele quanto seu amigo e colega Vittorio De Sica estavam interessados no imóvel, mas Sordi levou a melhor. Ele pagou 80 milhões de liras e ali viveu, juntamente com sua irmã, Aurelia, até a sua morte, em 24 de fevereiro de 2003. 
Em 2013, dez anos depois da morte do grande ator, foi a própria Aurelia (que faleceu pouco depois, em 2014) que abriu as portas da residência às câmeras de TV: Carlo e Luca Verdone conseguiram realizar o documentário "Alberto, o Grande", dedicado ao ator e ambientado em sua própria casa. Em 2015, o local se transformou num museu em memória ao seu mais ilustre proprietário.